# Plesiopelma flavohirtum
Plesiopelma flavohirtum är en spindelart som först beskrevs av Simon 1889.  Plesiopelma flavohirtum ingår i släktet Plesiopelma och familjen fågelspindlar. Inga underarter finns listade i Catalogue of Life.